# EuroChallenge 2012-2013
Navigation
Édition précédente Édition suivante
L'EuroChallenge de basket-ball 2012-2013 est la 10e édition de la troisième compétition européenne de clubs dans la hiérarchie du basket-ball européen.

## Équipes participantes
Trente-deux équipes participent à l'édition 2012-2013 de l'EuroChallenge. Vingt-huit clubs accèdent à la compétition directement via leur championnat, et quatre autres se qualifient grâce au tour préliminaire.
| Pays (Ligue)          | Nb | Équipes (place dans le championnat national lors de la saison 2011-12) | Équipes (place dans le championnat national lors de la saison 2011-12) | Équipes (place dans le championnat national lors de la saison 2011-12) | Équipes (place dans le championnat national lors de la saison 2011-12) | Équipes (place dans le championnat national lors de la saison 2011-12) |
| --------------------- | -- | ---------------------------------------------------------------------- | ---------------------------------------------------------------------- | ---------------------------------------------------------------------- | ---------------------------------------------------------------------- | ---------------------------------------------------------------------- |
| France (LNB)          | 4  | Gravelines-Dunkerque (1)                                               | SLUC Nancy (5)                                                         | Paris-Levallois (6)                                                    | JDA Dijon (9)                                                          |                                                                        |
| Roumanie (Divizia A)  | 4  | GAZ Metan Mediaş (1)                                                   | BC Timisoara (2)                                                       | Asesoft Ploesti (4)                                                    | BCMU Pitesti (9)                                                       |                                                                        |
| Belgique (Ethias)     | 3  | Antwerp Giants (2)                                                     | Okapi Aalstar (4)                                                      | Belfius Mons-Hainaut (5)                                               |                                                                        |                                                                        |
| Chypre (Division A)   | 3  | Keravnós Strovólou (1)                                                 | ETHA Éngomis (3)                                                       | Apollon Limassol (8)                                                   |                                                                        |                                                                        |
| Allemagne (BBL)       | 2  | Telekom Baskets Bonn (8)                                               | EWE Baskets Oldenburg (10)                                             |                                                                        |                                                                        |                                                                        |
| Finlande (Korisliiga) | 2  | Joensuun Kataja (1)                                                    | Tampereen Pyrintö (3)                                                  |                                                                        |                                                                        |                                                                        |
| Hongrie (NBI)         | 2  | Szolnoki Olaj (3)                                                      | Fortress Lami-Véd Körmend (4)                                          |                                                                        |                                                                        |                                                                        |
| Suède (OBL)           | 2  | Norrköping Dolphins (1)                                                | Södertälje BBK (2)                                                     |                                                                        |                                                                        |                                                                        |
| Turquie (TBL)         | 2  | Pınar Karşıyaka (6)                                                    | Tofas (8)                                                              |                                                                        |                                                                        |                                                                        |
| Biélorussie (BPL)     | 1  | BC Tsmoki-Minsk (1)                                                    |                                                                        |                                                                        |                                                                        |                                                                        |
| Estonie (EMKL)        | 1  | University Tartu (1)                                                   |                                                                        |                                                                        |                                                                        |                                                                        |
| Géorgie (Super Liga)  | 1  | Armia Tblisi (1)                                                       |                                                                        |                                                                        |                                                                        |                                                                        |
| Israël (Ligat Winner) | 1  | Hapoël Holon (5)                                                       |                                                                        |                                                                        |                                                                        |                                                                        |
| Lettonie (LBL)        | 1  | BK Ventspils (2)                                                       |                                                                        |                                                                        |                                                                        |                                                                        |
| Russie (Superligue)   | 1  | Krasnye Krylya Samara (8)                                              |                                                                        |                                                                        |                                                                        |                                                                        |
| Slovénie (SKL)        | 1  | Krka Novo Mesto (1)                                                    |                                                                        |                                                                        |                                                                        |                                                                        |
| Ukraine (SuperLeague) | 1  | Khimik Youjne (4)                                                      |                                                                        |                                                                        |                                                                        |                                                                        |

Les équipes issues du tour préliminaire sont indiquées en italique.

Légende :
- Vainqueur
- Finaliste
- 3e place
- 4e place
- Éliminé en quart de finale
- Éliminé lors du Top 16
- Éliminé lors de la phase régulière

## Déroulement de la compétition
La compétition est ouverte à trente-deux équipes. Vingt-huit ont été qualifiées directement et quatre proviennent du tour préliminaire. Ces clubs se disputent les seize places qualificatives pour le tour suivant lors d'une phase régulière, composée de huit groupes formés chacun de quatre équipes. 
Les deux premières équipes de chaque groupe se qualifient pour un Top 16. Celui-ci se déroule également sous la forme de championnat : quatre groupes de quatre équipes, dont les deux premières sont qualifiées pour les quarts de finale. À partir de ce stade, la compétition est disputée sous la forme des matches à élimination directe, en deux (quarts) ou une seule rencontre (demies et finale).

## Tour préliminaire
Le tour préliminaire se déroule sous forme de matches aller-retour, le vainqueur étant déterminé au cumul des points des deux rencontres. Huit équipes se rencontrent directement pour quatre places en saison régulière, les 25 septembre et 2 octobre 2012.
| Équipe n°1                | Total     | Équipe n°2           | Aller    | Retour  |
| ------------------------- | --------- | -------------------- | -------- | ------- |
| Joensuun Kataja           | 159 – 134 | Aliağa Petkim        | 82 – 70  | 77 – 64 |
| Rakvere Tarvas            | 152 – 185 | Tofas                | 76 – 106 | 76 – 79 |
| Xion Dukes Klosterneuburg | 160 – 174 | Apollon Limassol     | 70 – 78  | 90 – 96 |
| GAZ Metan Mediaş          | 164 – 161 | Oural Iekaterinbourg | 67 – 69  | 97 – 92 |

 Note : Les équipes de la colonne de droite du tableau ci-dessus jouent le match aller à l'extérieur et le match retour à domicile

## Phase régulière

### Groupe A
| Rang | Équipe          | Pts | J | G | P | Pp  | Pc  | Diff |  | Résultats (dom.\ext.) | P     | T     |       |        |
| ---- | --------------- | --- | - | - | - | --- | --- | ---- |  | --------------------- | ----- | ----- | ----- | ------ |
| 1    | Pınar Karşıyaka | 11  | 6 | 5 | 1 | 486 | 375 | 111  |  | Pınar Karşıyaka       |       | 78-56 | 79-56 | 105-61 |
| 2    | Tofas           | 10  | 6 | 4 | 2 | 438 | 402 | 36   |  | Tofas                 | 63-64 |       | 82-79 | 87-54  |
| 3    | Krka Novo Mesto | 9   | 6 | 3 | 3 | 459 | 439 | 20   |  | Krka Novo Mesto       | 80-74 | 70-72 |       | 100-73 |
| 4    | ETHA Éngomis    | 6   | 6 | 0 | 6 | 363 | 530 | -167 |  | ETHA Éngomis          | 59-86 | 57-78 | 59-74 |        |

Victoire 82-79 (62-62) de Tofas contre le Krka Novo Mesto après une prolongation.

### Groupe B
| Rang | Équipe                | Pts | J | G | P | Pp  | Pc  | Diff |  | Résultats (dom.\ext.) |       |       |       |       |
| ---- | --------------------- | --- | - | - | - | --- | --- | ---- |  | --------------------- | ----- | ----- | ----- | ----- |
| 1    | Krasnye Krylya Samara | 12  | 6 | 6 | 0 | 499 | 417 | 82   |  | Krasnye Krylya Samara |       | 66-58 | 79-74 | 97-72 |
| 2    | Joensuun Kataja       | 9   | 6 | 3 | 3 | 453 | 434 | 19   |  | Joensuun Kataja       | 86-96 |       | 71-66 | 91-67 |
| 3    | Keravnós Strovólou    | 8   | 6 | 2 | 4 | 438 | 465 | -27  |  | Keravnós Strovólou    | 51-82 | 72-67 |       | 88-76 |
| 4    | Asesoft Ploesti       | 7   | 6 | 1 | 5 | 448 | 522 | -74  |  | Asesoft Ploesti       | 76-79 | 67-80 | 90-87 |       |

### Groupe C
| Rang | Équipe              | Pts | J | G | P | Pp  | Pc  | Diff |  | Résultats (dom.\ext.) |       | N     | S     |       |
| ---- | ------------------- | --- | - | - | - | --- | --- | ---- |  | --------------------- | ----- | ----- | ----- | ----- |
| 1    | BK Ventspils        | 12  | 6 | 6 | 0 | 481 | 388 | 93   |  | BK Ventspils          |       | 72-68 | 90-56 | 79-59 |
| 2    | Norrköping Dolphins | 8   | 6 | 2 | 4 | 409 | 427 | -18  |  | Norrköping Dolphins   | 51-69 |       | 64-62 | 84-73 |
| 3    | Södertälje BBK      | 8   | 6 | 2 | 4 | 404 | 439 | -35  |  | Södertälje BBK        | 80-82 | 67-62 |       | 74-68 |
| 4    | Tampereen Pyrintö   | 8   | 6 | 2 | 4 | 431 | 471 | -40  |  | Tampereen Pyrintö     | 74-89 | 84-80 | 73-65 |       |

### Groupe D
| Rang | Équipe           | Pts | J | G | P | Pp  | Pc  | Diff |  | Résultats (dom.\ext.) |       |       |       |       |
| ---- | ---------------- | --- | - | - | - | --- | --- | ---- |  | --------------------- | ----- | ----- | ----- | ----- |
| 1    | Khimik Youjne    | 10  | 6 | 4 | 2 | 484 | 471 | 13   |  | Khimik Youjne         |       | 89-66 | 79-74 | 77-76 |
| 2    | GAZ Metan Mediaş | 10  | 6 | 4 | 2 | 476 | 473 | 3    |  | GAZ Metan Mediaş      | 88-86 |       | 92-89 | 81-58 |
| 3    | JDA Dijon        | 8   | 6 | 2 | 4 | 464 | 461 | 3    |  | JDA Dijon             | 73-76 | 83-79 |       | 83-61 |
| 4    | University Tartu | 8   | 6 | 2 | 4 | 431 | 450 | -19  |  | University Tartu      | 94-77 | 68-70 | 74-62 |       |

Victoire 92-89 (79-79) de GAZ Metan Mediaş contre la JDA Dijon après une prolongation.

### Groupe E
| Rang | Équipe               | Pts | J | G | P | Pp  | Pc  | Diff |  | Résultats (dom.\ext.) |       | O     | B     |       |
| ---- | -------------------- | --- | - | - | - | --- | --- | ---- |  | --------------------- | ----- | ----- | ----- | ----- |
| 1    | Paris-Levallois      | 10  | 6 | 4 | 2 | 516 | 486 | 30   |  | Paris-Levallois       |       | 81-90 | 84-86 | 84-70 |
| 2    | Okapi Aalstar        | 10  | 6 | 4 | 2 | 523 | 485 | 38   |  | Okapi Aalstar         | 76-86 |       | 97-84 | 99-68 |
| 3    | Belfius Mons-Hainaut | 9   | 6 | 3 | 3 | 506 | 491 | 15   |  | Belfius Mons-Hainaut  | 89-90 | 77-84 |       | 92-63 |
| 4    | BCMU Pitesti         | 7   | 6 | 1 | 5 | 438 | 521 | -83  |  | BCMU Pitesti          | 75-91 | 89-77 | 73-78 |       |

Victoire 84-86 (71-71) de Belfius Mons-Hainaut contre le Paris-Levallois après une prolongation.
Victoire 89-90 (82-82) de Paris-Levallois contre le Belfius Mons-Hainaut après une prolongation.

### Groupe F
| Rang | Équipe                    | Pts | J | G | P | Pp  | Pc  | Diff |  | Résultats (dom.\ext.)     |       | S     | F     |       |
| ---- | ------------------------- | --- | - | - | - | --- | --- | ---- |  | ------------------------- | ----- | ----- | ----- | ----- |
| 1    | EWE Baskets Oldenburg     | 12  | 6 | 6 | 0 | 517 | 401 | 116  |  | EWE Baskets Oldenburg     |       | 87-70 | 95-64 | 84-67 |
| 2    | Szolnoki Olaj             | 9   | 6 | 3 | 3 | 486 | 509 | -23  |  | Szolnoki Olaj             | 67-85 |       | 83-94 | 77-71 |
| 3    | Fortress Lami-Véd Körmend | 8   | 6 | 2 | 4 | 479 | 525 | -46  |  | Fortress Lami-Véd Körmend | 67-90 | 92-96 |       | 97-86 |
| 4    | BC Timisoara              | 7   | 6 | 1 | 5 | 445 | 492 | -47  |  | BC Timisoara              | 66-76 | 80-93 | 75-65 |       |

### Groupe G
| Rang | Équipe               | Pts | J | G | P | Pp  | Pc  | Diff |  | Résultats (dom.\ext.) | G     |       | N     |       |
| ---- | -------------------- | --- | - | - | - | --- | --- | ---- |  | --------------------- | ----- | ----- | ----- | ----- |
| 1    | Gravelines-Dunkerque | 10  | 6 | 4 | 2 | 504 | 422 | 82   |  | Gravelines-Dunkerque  |       | 96-63 | 69-71 | 88-64 |
| 2    | BC Tsmoki-Minsk      | 10  | 6 | 4 | 2 | 445 | 441 | 4    |  | BC Tsmoki-Minsk       | 67-83 |       | 78-71 | 93-62 |
| 3    | SLUC Nancy           | 9   | 6 | 3 | 3 | 435 | 424 | 11   |  | SLUC Nancy            | 68-80 | 57-63 |       | 87-69 |
| 4    | Apollon Limassol     | 7   | 6 | 1 | 5 | 421 | 518 | -97  |  | Apollon Limassol      | 89-88 | 72-81 | 65-81 |       |

### Groupe H
| Rang | Équipe               | Pts | J | G | P | Pp  | Pc  | Diff |  | Résultats (dom.\ext.) |        |       |       |       |
| ---- | -------------------- | --- | - | - | - | --- | --- | ---- |  | --------------------- | ------ | ----- | ----- | ----- |
| 1    | Telekom Baskets Bonn | 10  | 6 | 4 | 2 | 491 | 455 | 36   |  | Telekom Baskets Bonn  |        | 85-78 | 78-82 | 75-71 |
| 2    | Hapoël Holon         | 10  | 6 | 4 | 2 | 478 | 453 | 25   |  | Hapoël Holon          | 75-70  |       | 88-64 | 84-69 |
| 3    | Antwerp Giants       | 10  | 6 | 4 | 2 | 478 | 446 | 32   |  | Antwerp Giants        | 72-81  | 93-74 |       | 87-74 |
| 4    | Armia Tblisi         | 6   | 6 | 0 | 6 | 414 | 507 | -93  |  | Armia Tblisi          | 77-102 | 72-79 | 71-80 |       |

Victoire 78-82 (69-69) de l'Antwerp Giants contre le Telekom Baskets Bonn après une prolongation.

## Top 16
Chaque groupe de ce Top 16 est composé de quatre clubs (deux premiers et deux deuxièmes lors du tour précédent) qui ne se sont pas rencontrés lors de la phase régulière et qui étaient placés dans la même moitié de tableau (A-D ou E-H). Ainsi, dans le groupe I, s'affrontent les premiers des groupes A et C et les deuxièmes des groupes B et D.

### Groupe I
| Rang | Équipe           | Pts | J | G | P | Pp  | Pc  | Diff |  | Résultats (dom.\ext.) |       |       |       |       |
| ---- | ---------------- | --- | - | - | - | --- | --- | ---- |  | --------------------- | ----- | ----- | ----- | ----- |
| 1    | Pınar Karşıyaka  | 10  | 6 | 4 | 2 | 496 | 449 | 47   |  | Pınar Karşıyaka       |       | 89-70 | 89-59 | 84-75 |
| 2    | Joensuun Kataja  | 9   | 6 | 3 | 3 | 459 | 480 | -21  |  | Joensuun Kataja       | 87-79 |       | 79-75 | 80-78 |
| 3    | GAZ Metan Mediaş | 9   | 6 | 3 | 3 | 426 | 473 | -47  |  | GAZ Metan Mediaş      | 77-69 | 84-82 |       | 67-58 |
| 4    | BK Ventspils     | 8   | 6 | 2 | 4 | 463 | 442 | 21   |  | BK Ventspils          | 81-86 | 75-61 | 96-64 |       |

### Groupe J
| Rang | Équipe               | Pts | J | G | P | Pp  | Pc  | Diff |  | Résultats (dom.\ext.) | G     | P      |       |       |
| ---- | -------------------- | --- | - | - | - | --- | --- | ---- |  | --------------------- | ----- | ------ | ----- | ----- |
| 1    | Gravelines-Dunkerque | 11  | 6 | 5 | 1 | 493 | 475 | 18   |  | Gravelines-Dunkerque  |       | 82-77  | 82-78 | 86-80 |
| 2    | Paris-Levallois      | 10  | 6 | 4 | 2 | 520 | 464 | 56   |  | Paris-Levallois       | 86-87 |        | 93-71 | 83-66 |
| 3    | Szolnoki Olaj        | 9   | 6 | 3 | 3 | 456 | 464 | -8   |  | Szolnoki Olaj         | 75-71 | 74-80  |       | 81-66 |
| 4    | Hapoël Holon         | 6   | 6 | 0 | 6 | 447 | 513 | -66  |  | Hapoël Holon          | 79-85 | 84-101 | 72-77 |       |

Victoire 75-71 (65-65) du Szolnoki Olaj contre Gravelines-Dunkerque après une prolongation.
Victoire 86-87 (76-76) de Gravelines-Dunkerque contre Paris-Levallois après une prolongation.

### Groupe K
| Rang | Équipe                | Pts | J | G | P | Pp  | Pc  | Diff |  | Résultats (dom.\ext.) |       |       |       |       |
| ---- | --------------------- | --- | - | - | - | --- | --- | ---- |  | --------------------- | ----- | ----- | ----- | ----- |
| 1    | Krasnye Krylya Samara | 12  | 6 | 6 | 0 | 503 | 415 | 88   |  | Krasnye Krylya Samara |       | 76-68 | 86-65 | 93-75 |
| 2    | Khimik Youjne         | 9   | 6 | 3 | 3 | 458 | 435 | 23   |  | Khimik Youjne         | 69-77 |       | 69-62 | 81-51 |
| 3    | Tofas                 | 8   | 6 | 2 | 4 | 448 | 477 | -29  |  | Tofas                 | 70-78 | 93-90 |       | 76-70 |
| 4    | Norrköping Dolphins   | 7   | 6 | 1 | 5 | 424 | 506 | -82  |  | Norrköping Dolphins   | 68-93 | 76-81 | 84-82 |       |

### Groupe L
| Rang | Équipe                | Pts | J | G | P | Pp  | Pc  | Diff |  | Résultats (dom.\ext.) | O      | B     |       |        |
| ---- | --------------------- | --- | - | - | - | --- | --- | ---- |  | --------------------- | ------ | ----- | ----- | ------ |
| 1    | EWE Baskets Oldenburg | 11  | 6 | 5 | 1 | 501 | 441 | 60   |  | EWE Baskets Oldenburg |        | 88-92 | 82-74 | 74-64  |
| 2    | Telekom Baskets Bonn  | 10  | 6 | 4 | 2 | 463 | 448 | 15   |  | Telekom Baskets Bonn  | 62-85  |       | 85-72 | 86-72  |
| 3    | Okapi Aalstar         | 8   | 6 | 2 | 4 | 477 | 498 | -21  |  | Okapi Aalstar         | 80-103 | 60-65 |       | 100-76 |
| 4    | BC Tsmoki-Minsk       | 7   | 6 | 1 | 5 | 439 | 493 | -54  |  | BC Tsmoki-Minsk       | 66-72  | 74-70 | 87-91 |        |

Victoire 87-91 (81-81) de l'Okapi Aalstar contre le BC Tsmoki-Minsk après une prolongation.

## Quarts de finale
Les quarts de finale se déroulent sous la forme d'une série au meilleur des trois matches. Les quatre premiers de la phase précédente disputent le premier match à domicile puis se déplacent chez leur adversaire lors de la deuxième rencontre. Si nécessaire, une manche décisive se dispute chez la première équipe. Les matches auront lieu les 12 et 14 mars 2013, ainsi que le 19 mars pour les éventuels matches d'appui.
| Équipe n°1            | Score | Équipe n°2           | Aller   | Retour      | Appui    |
| --------------------- | ----- | -------------------- | ------- | ----------- | -------- |
| Pınar Karşıyaka       | 2 – 1 | Paris-Levallois      | 74 – 76 | 72 – 66     | 85 – 69  |
| Gravelines-Dunkerque  | 2 – 0 | Joensuun Kataja      | 86 – 57 | 102 – 98 ap |          |
| Krasnye Krylya Samara | 2 – 0 | Telekom Baskets Bonn | 80 – 60 | 95 – 85 ap  |          |
| EWE Baskets Oldenburg | 2 – 1 | Khimik Youjne        | 82 – 74 | 61 – 66     | 100 – 78 |

 Note : Les équipes de la colonne de gauche du tableau ci-dessus jouent le match aller (et éventuellement le match d'appui) à domicile.

Victoire 98-102 (83-83, 91-91) de Gravelines-Dunkerque contre le Joensuun Kataja après deux prolongations.

Victoire 85-95 (85-85) du Krasnye Krylya Samara contre le Telekom Baskets Bonn après une prolongation.

## Final Four
Le Final Four se dispute du 26 au 28 avril à Izmir, en Turquie (UTC+2).
|  | Demi-finales          | Demi-finales   |                        |    | Finale         | Finale         |
|  | Demi-finales          | Demi-finales   |                        |    | Finale         | Finale         |
|  |                       |                |                        |    |                |                |
|  | 26 avril, 20 h        | 26 avril, 20 h |                        |    | 28 avril, 19 h | 28 avril, 19 h |
|  | 26 avril, 20 h        | 26 avril, 20 h |                        |    | 28 avril, 19 h | 28 avril, 19 h |
|  | Pınar Karşıyaka       | 66             |                        |    | 28 avril, 19 h | 28 avril, 19 h |
|  | Pınar Karşıyaka       | 66             |                        |    | 28 avril, 19 h | 28 avril, 19 h |
|  | EWE Baskets Oldenburg | 62             |                        |    | 28 avril, 19 h | 28 avril, 19 h |
|  | EWE Baskets Oldenburg | 62             | Pınar Karşıyaka        | 76 |                |                |
|  | 26 avril, 17 h 30     |                | Pınar Karşıyaka        | 76 |                |                |
|  |                       | KK Samara      | 77                     |    |                |                |
|  | Gravelines-Dunkerque  | KK Samara      | 77                     | 78 |                |                |
|  | Gravelines-Dunkerque  |                |                        | 78 |                |                |
|  | KK Samara             | 81             |                        |    |                |                |
|  | KK Samara             | 81             | Match pour la 3e place |    |                |                |
|  |                       |                |                        |    |                |                |
|  | 28 avril, 16 h 30     |                |                        |    |                |                |
|  |                       |                |                        |    |                |                |
|  | EWE Baskets Oldenburg | 84             |                        |    |                |                |
|  | EWE Baskets Oldenburg | 84             |                        |    |                |                |
|  | Gravelines-Dunkerque  | 76             |                        |    |                |                |
|  | Gravelines-Dunkerque  | 76             |                        |    |                |                |

## Statistiques individuelles
| Catégorie     | Nom              | Équipe                | Matchs | Statistique | Moyenne |
| ------------- | ---------------- | --------------------- | ------ | ----------- | ------- |
| Points        | Brandon Brown    | Apollon Limassol      | 7      | 158         | 22,6    |
| Rebonds       | Frank Hassell    | Hapoël Holon          | 11     | 128         | 11,6    |
| Passes        | Aaron Miles      | Krasnye Krylya Samara | 12     | 83          | 6,9     |
| Interceptions | Jonte Flowers    | Joensuun Kataja       | 14     | 48          | 3,4     |
| Contres       | Vernon Goodridge | Khimik Youjne         | 11     | 16          | 1,5     |

## Hebdomadaires (MVP par journée)

### Saison régulière
| Journée | Joueur        | Équipe                    | Éval. |
| ------- | ------------- | ------------------------- | ----- |
| 1       | Frank Hassell | Hapoël Holon              | 37    |
| 2       | Márton Báder  | Szolnoki Olaj             | 45    |
| 3       | Brandon Brown | Apollon Limassol          | 32    |
| 4       | Matthew Shaw  | Fortress Lami-Véd Körmend | 38    |
| 5       | Sean May      | Paris-Levallois           | 38    |
| 6       | Bryan Hopkins | Antwerp Giants            | 38    |

### Top 16
| Journée | Joueur        | Équipe               | Éval. |
| ------- | ------------- | -------------------- | ----- |
| 1       | Lawrence Hill | Hapoël Holon         | 37    |
| 2       | Bobby Dixon   | Pınar Karşıyaka      | 34    |
| 3       | Jerome Dyson  | Hapoël Holon         | 33    |
| 4       | Kyle Weems    | Telekom Baskets Bonn | 35    |
| 5       | Frank Hassell | Hapoël Holon         | 31    |
| 6       | Jonte Flowers | Joensuun Kataja      | 31    |

### Quarts de finale
| Journée | Joueur      | Équipe          | Éval. |
| ------- | ----------- | --------------- | ----- |
| 1       | Will Thomas | Pınar Karşıyaka | 29    |
| 2       | Will Thomas | Pınar Karşıyaka | 29    |
| 3       | Will Thomas | Pınar Karşıyaka | 29    |